# Borne (Paesi Bassi)
Borne  (basso sassone: Boorn) è una città e un comune neerlandese nella regione di Twente nel sudest della provincia di Overijssel. Borne confina nel sudest col comune di Hengelo, nel sudovest col comune di Hof van Twente, nell'ovest col comune di Almelo, nel nord col comune di Tubbergen e nel nordest col comune di Dinkelland.
Il comune conta 21 332 abitanti (1º gennaio 2010, fonte: CBS).

## Storia
Il villaggio viene menzionato per la prima volta nel 1206, come Burgunde. Fra 1828 e 1973, l'industria tessile era molto importante (fabbrica de Spanjaard). Borne era il primo comune rurale neerlandese che ha ottenuto l'elettricità nel 1895.

## Amministrazione

### Gemellaggi
Il comune è gemellato con:
- Rheine